# Гощанский район
Го́щанский район (укр. Гощанський район) — упразднённая административная единица на юго-востоке Ровненской области Украины. Административный центр — посёлок городского типа Гоща.

## География
Площадь — 690 км2.
Основная река — Горынь.

## История
Образован 17 января 1940 года в составе Ровенской области Украинской ССР, на территории бывших сельских гмин Бугрин и Гоща Ровенского повята Волынского воеводства. 21 января 1959 года к Гощанскому району была присоединена часть территории упразднённого Тучинского района. В ходе хрущёвской административной реформы, в 1962 году район был укрупнён за счёт присоединения к нему территории Корецкого, Острожского и части Костопольского районов. После сворачивания реформы, в 1965 году часть территории Гощанского района вошла в состав восстановленного Острожского района, а в 1966 — в состав Корецкого.
17 июля 2020 года в результате административно-территориальной реформы был включён в состав Ровненского района. На территории района были сформированы Бабинская, Бугринская и Гощанская территориальные общины.

## Демография
Население района составляло 34 791 человек.

## Административное устройство
На момент упразднения район включал в себя:

Количество советов:
- поселковых — 1
- сельских — 23

Количество населённых пунктов:
- посёлков городского типа — 1;
- сёл — 63.